# 連謀
連謀（1907年9月—1978年12月29日），字智深，原名连良顺，又名一方。福建省泉州市惠安县坝头朝林村人。 
曾為軍人、藍衣社情報員，軍統局廈門站站長，官至軍統局少將。於1945年獲派任為臺灣省高雄市第一任市長。亦是中华民国接管台湾後，高雄市首任市长，後參選福建省立法委員，當選。然而其后来在菲律宾协助中共，于1951年被注销立法委员资格。

## 生平
连谋幼年在家乡安兜村念私塾，1920年秋进入坝头小学读高等小學，1924年7月到其叔父创办的惠安螺阳中学学习。在校期间，他结识了革命党人许卓然，经其介绍，1925年秋到厦门投考黄埔军校第四期，被录取。
在黄埔期间，他是国民党的左派党员，他对党代表廖仲恺亲近，反对右派学生组织——孙文主义学会。1926年底他从军校毕业，即参加国民革命军北伐。参加了汀泗桥战役，同年七月升任连长。当国民革命军进入福建时，连谋任营长，于1927年至1931年间在泉州惠安、仙游等地驻防。 
1932年至1935年，连谋在厦门海上公安部门任职。
1936年被引荐给康泽和戴笠，加入軍統，并随之上庐山，在康、戴主持的“星子特训班”任近两年的大队长。 
1938年，庐山“星子特训班”结束，连谋奉调往南京任职，派至乙种参谋（即谍报参谋或军事情报参谋）业务训练班学员大队任中校大队长（文强任政训指导员）。
1940年，连谋因和戴笠业务发生冲撞，便携带家眷到了英屬新加坡，以垦荒种地为生。
1942年，因不能忍受英国官員，他回到香港。他顾不上与戴笠的恩怨，想重新为国效力。经过一些好友的劝说，戴笠认为连谋出走后还是忠于军统，没有流露出怨言和泄露秘密，此时又有台阶可下，就顺水推舟收回成命。由于连谋的人品和才干，于1942年3月被任命为财政部缉私总署监察处处长。时过不久又兼任军委会水陆交通统一检查处督察长，晋升少将军衔（军统局的最高军阶），后又调为「川康缉私处」处长。  
1943年夏至1944年，戴笠等为了进一步培养连谋，特派他到印度加尔各答的兰姆珈，在美国史迪威倡办的参谋大学特训班受训。训练期间，国民政府组成远征军进入缅甸，因此也通知连谋参加抗击侵缅日军的中国远征军。1945年，抗日战争即将胜利，为了培养党政高级干部，国民党创办“中央训练团党政高级班”，连谋被调回受训并兼任队长。   
1946年，连谋奉命派往台湾接受日本投降，組織台灣地方流氓成立義勇糾察隊，協助接收日產工作。任高雄市第一任市长，同年底离职，获选国会立法委员，自此他脱离军统，步入政界。在高雄市長任內，連謀大量引介福建惠安同鄉，引起市參議員郭國基在市參議會調侃連謀：「當今高雄市政府，已成惠安的殖民地了。」
1949年厦门即将变色，军统毛森、赵世瑞等人在厦门获悉，原福建省第四行政督察区专员林梦飞（中共建政后曾任福建省政协副主席）曾掩护过共产党人许集美开展地下斗争，便把林梦飞拘捕，欲加杀害。连谋与林梦飞原是黄埔同学，得知后特地从台湾乘专机来厦营救，利用与毛森、赵世瑞的交情，救出林梦飞。 
1950年代初期，连谋在台湾不被信任，并受监视，便寻机逃往英屬香港。政府发现，通知英國立即拘捕。被以政治犯罪名拘捕，坐监41日，到6月底朝鲜战争爆发，才由其家属以1万港元保释出狱，香港政府於8月將其驅逐出境。 
此后，他长期流寓海外，过着颠簸流离的漂泊生活。1950年至1953年的三年间，他先后居留过葡屬澳门、日本、菲律宾、马来亚和英屬新加坡。直到1953年9月才在泰国首都曼谷定居。 
1958年，生计窘困的连谋向旅居星马的宗亲借款一万美元，开办“平安物产两合公司”，但公司未能获利。1969年又得到台湾亲友赞助5,000美元，把公司易名为泰安物产两合公司，把泰国水产品运往英屬香港营销，获利近百万港元。1974年泰国实行外侨职业登记制度，必须具有泰国籍才能登记注册。连谋因执意保留中华民国国籍，只好辞去经理，把公司的事务交由其泰籍华裔妻子吴玉娇负责。 
1978年12月29日凌晨1时，连谋因心脏病发作而病逝于泰国曼谷玛夏塞医院三楼6号房，享年73岁。